# 大冲乡 (临武县)
大冲乡，是中华人民共和国湖南省郴州市临武县下辖的一个乡镇级行政单位。

## 行政区划
大冲乡下辖以下地区：
岳桥村、上塘村、坪溪村、油湾村、西山村、大冲村、大坪村、乐岭村和柳塘村。